# ماکاراند دشپانده
ماکاراند دشپانده (انگلیسی: Makarand Deshpande؛ زادهٔ ۳ ژوئیهٔ ۱۹۵۸) بازیگر، کارگردان فیلم و فیلم‌نامه‌نویس اهل هند است.

## فیلم‌شناسی

### کارگردان
- شاهرخ گفت تو خوشگلی

### بازیگر
- لایگر (۲۰۲۲)
- خیابان ۲ (۲۰۲۰) در نقش Gyaan Prakash aka Guruji
- ولگرد (۲۰۲۰) در نقش Tony
- Bombay Rose (2019)
- Chicken Curry Law (2019)
- جنگلی (۲۰۱۹)
- Mere Pyare Prime Minister (2019)
- Hanuman: Da' Damdaar (2017) در نقش Voice of Vishrav
- Fukrey Returns (2017) در نقش Father of the main character
- Meri Beti Sunny Leone Banna Chaahti Hai (2017) در نقش Father
- Pratichhaya  (2016)
- Hawaa Hawaai (2014)
- قهرمان آمد (۲۰۱۴)
- Issaq (2013)
- Jackpot (2013)
- Kalpvriksh (2012)
- My Friend Pinto (2011) در نقش Don
- آن مرد مسن… شاید پدرت باشد (۲۰۱۱)
- That Girl in Yellow Boots (2010) در نقش Post Master
- ترش و شیرین (۲۰۱۰)
- خوشی (۲۰۰۸)
- درخواست (فیلم) (۲۰۱۰)
- تنها (۲۰۰۹)
- چی می‌شد اگه (۲۰۰۶)
- ترسیدن ضروری است (۲۰۰۶) در نقش Rahul
- Ek Khiladi Ek Haseena (2005) در نقش Poker Player
- سکوت ... شب ترس (۲۰۰۵)
- سرزمین مادری (۲۰۰۴) در نقش Fakir
- یکی بهتر از دیگری (2004) در نقش Krishnamurthy
- پول برگشتی (2004)
- Hanan (2004) در نقش Surya
- چاملی (۲۰۰۳) در نقش Taxi driver
- مارکت (۲۰۰۳) در نقش Anthony Kaalia
- عنکبوت (۲۰۰۲) در نقش Kallu, the village butcher
- جاده (۲۰۰۲) در نقش Inderpal, Truck driver, sona spa
- عشق دیوانگی است (2002) (as Makrandh Deshpandey) در نقش Bhiku
- کمپانی (۲۰۰۲) در نقش Narrator
- کمین (۲۰۰۰) در نقش Happy Singh
- جنگل (۲۰۰۰) در نقش Dorai Swamy
- سرفروش (۱۹۹۹) در نقش Shiva
- حقیقت (1998) (as Makarand Deshpande) در نقش Advocate Chandrakant Mule
- Udaan (1997) (as Makarand Deshpande) در نقش Masoombhai Dayachan
- سوگند خونین (۱۹۹۶) در نقش Punk (repeatedly slapped by Kashi)
- Fareb (1996)
- نسیم (1995)
- نامشروع (۱۹۹۵) در نقش Street Singer
- نخستین سرمستی در عشق (۱۹۹۳)
- تادیپار (۱۹۹۳)
- آقا (۱۹۹۳) در نقش Mak
- Anth (1994) در نقش Kali
- حمله نهایی (۱۹۹۱) در نقش Shirley's brother
- Salim Langde Pe Mat Ro (1989) در نقش Peera
- از قیامت به قیامت (1988) (as Mac Deshpanday) در نقش Baba